# Pic Electric
Pour les articles homonymes, voir Electric.
Le pic Electric (en anglais : Electric Peak) est un sommet des montagnes Rocheuses, aux États-Unis. Point culminant du chaînon Gallatin, il culmine à 3 343 mètres d'altitude  dans le comté de Park, dans le sud du Montana. Il est protégé au sein du parc national de Yellowstone.
Le pic Electric a été nommé ainsi lors de la première ascension en 1872 par l’Institut d'études géologiques des États-Unis. Les membres de l'expédition Hayden dirigée par Henry Gannett ont ressenti des décharges électriques sur les mains et dans les cheveux après un événement de foudre au sommet,.